# Lithographa serpentina
Lithographa serpentina är en lavart som beskrevs av Coppins & Friday. Lithographa serpentina ingår i släktet Lithographa och familjen Trapeliaceae.   Inga underarter finns listade i Catalogue of Life.